# Llandover
Llandovery [chlandovery] (někdy též llandover) je v geologii nejspodnější oddělení silurského útvaru. Stejnojmenná epocha, v níž toto oddělení vznikalo, trvala více než 10 miliónů let a je tak nejdelší v rámci silurské periody. Započala po ordoviku před 443,8 miliony let a skončila před asi 433,4 miliony let, kdy následuje wenlock.
| perioda / útvar | epocha / oddělení | počátek v Ma B2k | odchylka počátku v ±Ma | délka trvání v Ma |
| --------------- | ----------------- | ---------------- | ---------------------- | ----------------- |
| devon           |                   |                  |                        |                   |
| silur           | přídolí           | 423              | 2,3                    | 3,8               |
| silur           | ludlow            | 427,4            | 0,5                    | 4,4               |
| silur           | wenlock           | 433,4            | 0,8                    | 6                 |
| silur           | llandovery        | 443,8            | 1,5                    | 10,4              |
| ordovik         |                   |                  |                        |                   |

## Pojmenování
Pojmenování stanovil roku 1859 skotský geolog a paleontolog Roderick Murchison[zdroj?] podle města Llandovery ve hrabství Carmarthenshire v jihozápadním Walesu. V češtině je (stejně jako název města) nesklonné.

## Rozhraní
Hranice llandovery jsou jednoznačně určeny pevně stanovenými hranicemi v siluru. Oddělení začíná prvním výskytem graptolitů druhu Akidograptus ascensus a končí (podle novějších studií) nezřetelnou hranicí k wenlocku určenou vymřením konodontů druhu Pterospathodus amorphognathoides. Jako světový stratotyp této hranice byl určen Mezinárodní komisí pro stratigrafii při IUGS odkryv u Dob's Linn, poblíž města Moffat ve Skotsku.
V Česku llandovery odpovídají graptolitové zóny Akidograptus ascensus – Stomatograptus grandis středočeského siluru.

## Rozdělení
Oddělení llandovery se dále dělí na tři geologické stupně:
| věk / stupeň | počátekv Ma B2k | odchylka počátku v ±Ma | délka trvání v Ma | vůdčí zkamenělina                                                                        |
| ------------ | --------------- | ---------------------- | ----------------- | ---------------------------------------------------------------------------------------- |
| telych       | 438,5           | 1,1                    | 5,1               | brachiopodi - Eocelia intermedia, Eocelia curtisi                                        |
| aeron        | 440,8           | 1,2                    | 2,3               | graptoliti - Monnograptus austerus sequens počátek: graptolit Demirastrites triangulatus |
| rhuddan      | 443,8           | 1,5                    | 3                 | Akidograptus ascensus                                                                    |